# ムービング
株式会社ムービング（英: MOVING CO.,LTD.）は、丸井グループ傘下の運送会社である。埼玉県戸田市に本社を置く。

## 概要
丸井の物流部門が独立して設立された会社で、現在は持株会社である丸井グループの完全子会社である。そのため、アパレルを中心としたファッション関連の物流を行っている。「なんでも便」と引越事業が主力商品であったが、家具宅配や引越については会社分割を行い、ヤマトホールディングス系列のヤマトホームコンビニエンスに業務移管している。

## 物流拠点
- 戸田総合物流センター（埼玉県戸田市美女木東2丁目）- 1号館から4号館まである。3号館6階に本社がある。
- 高津センター（神奈川県川崎市高津区二子6丁目）
- 船橋センター（千葉県船橋市南海神1丁目）
- 六甲物流センター（兵庫県神戸市東灘区向洋町西）

## 沿革
- 1960年10月 - 丸井の配送部門を独立させ、丸井運輸株式会社（東京都中野区）を設立。
- 1962年1月 - 中野輸送株式会社に商号変更。
- 1966年9月 - 本社を東京都新宿区新宿1丁目28番11号に移転。
- 1990年10月 - 株式会社ムービングに商号変更。
- 2007年9月 - 丸井とヤマトホールディングスの資本・業務提携により、家電家具宅配・引越事業について会社分割を実施し、ヤマトホームコンビニエンスに業務移管[3]。
- 2007年10月 - 親会社である株式会社丸井が純粋持株会社体制へ移行し、株式会社丸井グループへ商号変更。
- 2009年4月 - 本社を埼玉県戸田市美女木東2丁目5番1号の自社物流センター3号館6階に移転。